# Don Baylor
Donald Edward Baylor (ur. 28 czerwca 1949 w Austin, zm. 7 sierpnia 2017 tamże) – amerykański baseballista, który występował na pozycji lewozapolowego, a także jako designated hitter w Major League Baseball przez 19 sezonów.

## Kariera zawodnicza
Baylor został wybrany w 1967 roku w drugiej rundzie draftu przez Baltimore Orioles i początkowo występował w klubach farmerskich tego zespołu, między innymi w Rochester Red Wings, reprezentującym poziom Triple-A. W MLB zadebiutował 18 września 1970 w meczu przeciwko Cleveland Indians, w którym zaliczył dwa uderzenia. W kwietniu 1976 w ramach wymiany zawodników przeszedł do Oakland Athletics, w którym grał przez sezon. W tym samym roku podpisał kontrakt jako wolny agent z California Angels.
W 1979 wystąpił w Meczu Gwiazd, zaliczył najwięcej w American League RBI (139) i został wybrany najbardziej wartościowym zawodnikiem. W latach 1983–1986 grał w New York Yankees, zaś w 1987 w Boston Red Sox. We wrześniu 1987 przeszedł do Minnesota Twins. W październiku 1987 zagrał w pięciu meczach World Series, w których Twins pokonali St. Louis Cardinals 4–3. W sezonie 1988 był zawodnikiem Oakland Athletics, w którym zakończył karierę.

## Kariera szkoleniowa
W październiku 1992 został pierwszym menadżerem nowo utworzonego klubu Colorado Rockies, z którym w ciągu sześciu sezonów osiągnął bilans zwycięstw i porażek 440–469, a w sezonie 1995 wybrano go Menadżerem Roku w National League. W późniejszym okresie był między innymi trenerem pałkarzy Atlanta Braves, Colorado Rockies, menadżerem Chicago Cubs i asystentem menadżera w New York Mets. W październiku 2010 został trenerem pałkarzy w Arizona Diamondbacks, następnie w latach 2013–2015 pełnił tę funkcję w Los Angeles Angels of Anaheim.

## Nagrody i wyróżnienia
| Nagroda/wyróżnienie      | Lata             | Źródło |
| MVP American League      | 1979             | [ 6 ]  |
| All-Star                 | 1979             | [ 4 ]  |
| 3× Silver Slugger Award  | 1983, 1985, 1986 | [ 11 ] |
| Zwycięzca w World Series | 1987             | [ 7 ]  |
| NL Manager of the Year   | 1995             | [ 8 ]  |
| Roberto Clemente Award   | 1985             | [ 12 ] |